# Sándor Csoóri
Sándor Csoóri, född 3 februari 1930 i Zámoly, död 12 september 2016 i Üröm i Pest, var en ungersk poet och essäist.
Csoóri var en central gestalt i modern ungersk diktning. Han debuterade 1954 med samlingen Felröppen a madár ("Fågeln flyger upp"). Hans dikter är översatta till en rad språk. Han tilldelades ett flertal priser, bland andra Herderpriset (1981) och Eeva Joenpelto-priset (1995).

## Svenska översättningar
- Framför lampor och nävar: dikter (tolkade av Bo Carpelan och Béla Jávorszky, Fripress, 1982)
- Med en grön kvist i min hand: dikter (tolkningar av Folke Isaksson och Béla Jávorszky under medverkan av János Csatlós, Bonnier, 1990)